# Parra (krater)
För andra betydelser, se Parra.
Parra är en nedslagskrater med en diameter på 42 kilometer, på planeten Venus. Parra har fått sitt namn efter konstnären Violeta Parra.